# Parco nazionale Westland Tai Poutini
Il parco nazionale Westland Tai Poutini è un parco nazionale dell'Isola del Sud, in Nuova Zelanda, che si trova nel distretto di Westland, un'autorità territoriale che fa parte della regione di West Coast.
Istituito nel 1960 in occasione del centenario del primo insediamento europeo della zona, si estende su di un'area di 1.175 km², dalle alte vette delle Alpi meridionali alla remota e selvaggia costa marina. All'interno dei confini del parco si trovano foreste pluviali, splendidi laghi, ghiacciai e le rovine di vecchie città minerarie lungo la costa, costruite dai cercatori d'oro nel XIX secolo.
Il parco ospita numerose specie animali, tra cui il cervo europeo, il camoscio e il thar dell'Himalaya, tutte specie introdotte dall'uomo ma che si sono adattate molto bene al nuovo habitat.
Insieme ai parchi nazionali Aoraki/Mount Cook, Mount Aspiring e Fiordland), è stato inserito nel 1990 nell'elenco dei patrimoni dell'umanità dell'UNESCO. I 4 parchi sono raggruppati sotto il nome collettivo di Te Wahipounamu